# Kaiserpokal 1951
Der Kaiserpokal 1951 war die 31. Austragung des Kaiserpokals, des höchsten japanischen Fußballpokalwettbewerbs. Sieger des Wettbewerbs waren die Keiō BRB.

## Ergebnisse

### Achtelfinale
|                              | Ergebnis |                     |
| ---------------------------- | -------- | ------------------- |
| Niraha Club                  | 2:0      | Nittetsu Futase     |
| All Rikkyō                   | 7:0      | Morioka Club        |
| Handelsuniversität Matsuyama | 00:10    | Keiō BRB            |
| Waseda WMW                   | 8:0      | Sapporo Club        |
| Kariya Club                  | 1:4      | Sendai Club         |
| Toyama Club                  | 0:1      | Universität Okayama |

### Viertelfinale
|                     | Ergebnis |             |
| ------------------- | -------- | ----------- |
| All Kwangaku        | 2:0      | Niraha Club |
| All Rikkyō          | 0:1      | Keiō BRB    |
| Waseda WMW          | 0:1      | Sendai Club |
| Universität Okayama | 0:9      | Osaka Club  |

### Halbfinale
|              | Ergebnis |            |
| ------------ | -------- | ---------- |
| All Kwangaku | 0:4      | Keiō BRB   |
| Sendai Club  | 1:6      | Osaka Club |

### Spiel um Platz 3
|              | Ergebnis |             |
| ------------ | -------- | ----------- |
| All Kwangaku | 4:3      | Sendai Club |

### Finale
|          | Ergebnis |            |
| -------- | -------- | ---------- |
| Keiō BRB | 3:2      | Osaka Club |